# Štadión FK Rapid Ružinov
Štadión FK Rapid Ružinov je fotbalový stadion, na němž hrál své domácí zápasy slovenský fotbalový klub FK Rapid Bratislava z Bratislavy. Má kapacitu 5 000 míst, z toho 800 míst na sezení.